# Mesochorus yosemite
Mesochorus yosemite är en stekelart som beskrevs av Dasch 1971. Mesochorus yosemite ingår i släktet Mesochorus och familjen brokparasitsteklar. Inga underarter finns listade i Catalogue of Life.